# Pallavolo Sumirago
Pallavolo Sumirago  - żeński klub piłki siatkowej z Włoch. Został założony w mieście Sumirago. Klub zakończył swoją działalność w 1996.

## Sukcesy
- Puchar CEV:
  -  1995